# 川棚町立小串小学校
川棚町立小串小学校（かわたなちょうりつ おぐししょうがっこう）は、長崎県東彼杵郡川棚町小串郷にある公立小学校。

## 概要
歴史
1876年（明治9年）に創立。2016年（平成28年）に創立140周年を迎える。
校訓
「われら求むる正しさの道」
学校教育目標
「心豊かでたくましく自ら学ぶ子どもの育成」
校章
クジャクの羽根を図案化したものを背景にして中央に「小串小」の文字（縦書き）を置いている。
校歌
1954年（昭和29年）に制定。作詞は福田清人、作曲は山口貞子による。歌詞は4番まであり、1番と2番に校名の「小串」が登場する。
校区
「長崎県東彼杵郡川棚町」の「琴見ヶ丘、西白石、三越、大崎、東小串、西小串、惣津、新谷」地区。中学校区は川棚町立川棚中学校。

## 沿革
- 1876年（明治9年）4月 -  彼杵郡川棚村小串郷小田に第五大学区長崎県管下第二中学区彼杵郡川棚村の小学校として「小串小学校」が設立される。
- 1878年（明治11年）- 郡制の施行により、彼杵郡が東西に分離。東彼杵郡に属することとなる。
- 1884年（明治17年）- 統合により「 公立中等長濱小学校 小串分校」となる。校舎を新築。
- 1886年（明治19年）
  - 長濱小学校から分離し「簡易小串小学校」として独立。後に「尋常小串小学校」に改称。
  - 東彼杵郡早岐村（現・佐世保市早岐地域）の権常寺に長崎県第十二高等小学校[2]が開校。
- 1889年（明治22年）4月1日 - 町村制の施行により、川棚村立の小学校となる。
- 1893年（明治26年）
  - 4月 - 「小串尋常小学校 」に改称。小田[3]に校舎を新築。
  - この年 - 早岐村の長崎県第十二高等小学校が廃止されたため、高等科希望者は川棚尋常高等小学校の高等科に通学することになる。
- 1903年（明治36年）1月 - 小田から塩床に移転。
- 1908年（明治41年）4月1日 - 小学校令の改正により、義務教育年限（尋常科の修業年限）が4年から6年に延長されたため、尋常科5年を新設。
- 1909年（明治42年）4月 - 尋常科6年を新設。
- 1911年（明治44年）2月 - 新校舎1棟が完成。
- 1917年（大正6年）8月 - 西側に校舎1棟を増築。
- 1921年（大正10年）4月 - 学区変更により、白石・前田・下組が川棚小学校から小串小学校の校区に変更となる。
- 1922年（大正11年）4月 - 前年の学区変更を元に戻し、児童40名を川棚小学校に移す。
- 1927年（昭和2年）4月 - 統合により、「川棚尋常高等小学校 小串分教場」となる。
- 1934年（昭和9年）11月3日 - 川棚村が町制施行で川棚町となる。これにより川棚町立の小学校となる。
- 1941年（昭和16 年）4月1日 - 国民学校令の施行により、「川棚町川棚国民学校 小串分教場」に改称。尋常科を初等科に改める（初等科6年）。
- 1946年（昭和21年）4月1日 - 川棚国民学校から分離し、「川棚町小串国民学校」として独立。
- 1947年（昭和22年）4月1日 - 学制改革（六・三制の実施）により、国民学校の初等科が改組され、「川棚町立小串小学校」（現校名）となる。
- 1950年（昭和25年）5月 - 木造2階建て校舎2棟が完成。
- 1954年（昭和29年）9月 - 校歌を制定。
- 1963年（昭和38年）
  - 4月 - 長崎県立光が丘学園に光が丘分校を設置。
  - 11月 - 完全給食を開始。
- 1972年（昭和47年）5月 - 川棚小学校に川棚町立学校給食センターが併設され、センター方式の給食が開始。
- 1973年（昭和48年）3月 31日 - 光が丘分校を廃止（長崎県立川棚養護学校として独立）。
- 1974年（昭和49年）8月 - 現在地に鉄筋コンクリート造3階建ての新校舎が完成。
- 1975年（昭和50年）
  - 2月 - 体育館が完成。
  - 7月 - プールが完成。
- 1986年（昭和61年）4月 - 下組郷に新給食センターが完成。

## アクセス
最寄りの鉄道駅
- JR九州 大村線　「小串郷駅」

最寄りのバス停
- 西肥自動車（西肥バス）「小串小学校入口」バス停

最寄りの道路
- 国道205号

## 周辺
- 小串保育園
- 長崎県立川棚特別支援学校

## 参考資料
- 「川棚町郷土誌」（2002年3月27日発行、川棚町教育委員会）p. 498 - p. 499

## 関連事項
- 長崎県小学校一覧